# 大塲亮太郎

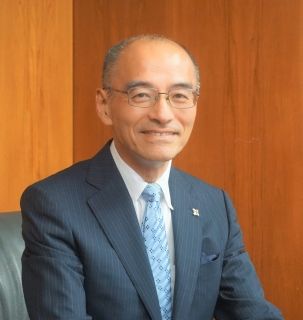
名古屋高等検察庁検事長就任時に公開された肖像写真

大塲 亮太郎（おおば りょうたろう、1960年3月6日 - ）は、日本の検察官、法務官僚。名古屋高等検察庁検事長。

## 人物
兵庫県出身。1984年 早稲田大学法学部卒業後、1986年 検察官任官。
法務省矯正局総務課長、法務省大臣官房施設課長、大臣官房秘書課長、大臣官房審議官等を経て、2015年 津地方検察庁検事正。
2016年 最高検察庁検事、2017年 最高検総務部長、2018年 最高検公判部長、2019年1月18日 法務総合研究所長、2020年3月30日 仙台高等検察庁検事長。2021年9月3日　名古屋高等検察庁検事長。2023年1月10日 辞職。